# Viktor Bausch (General)

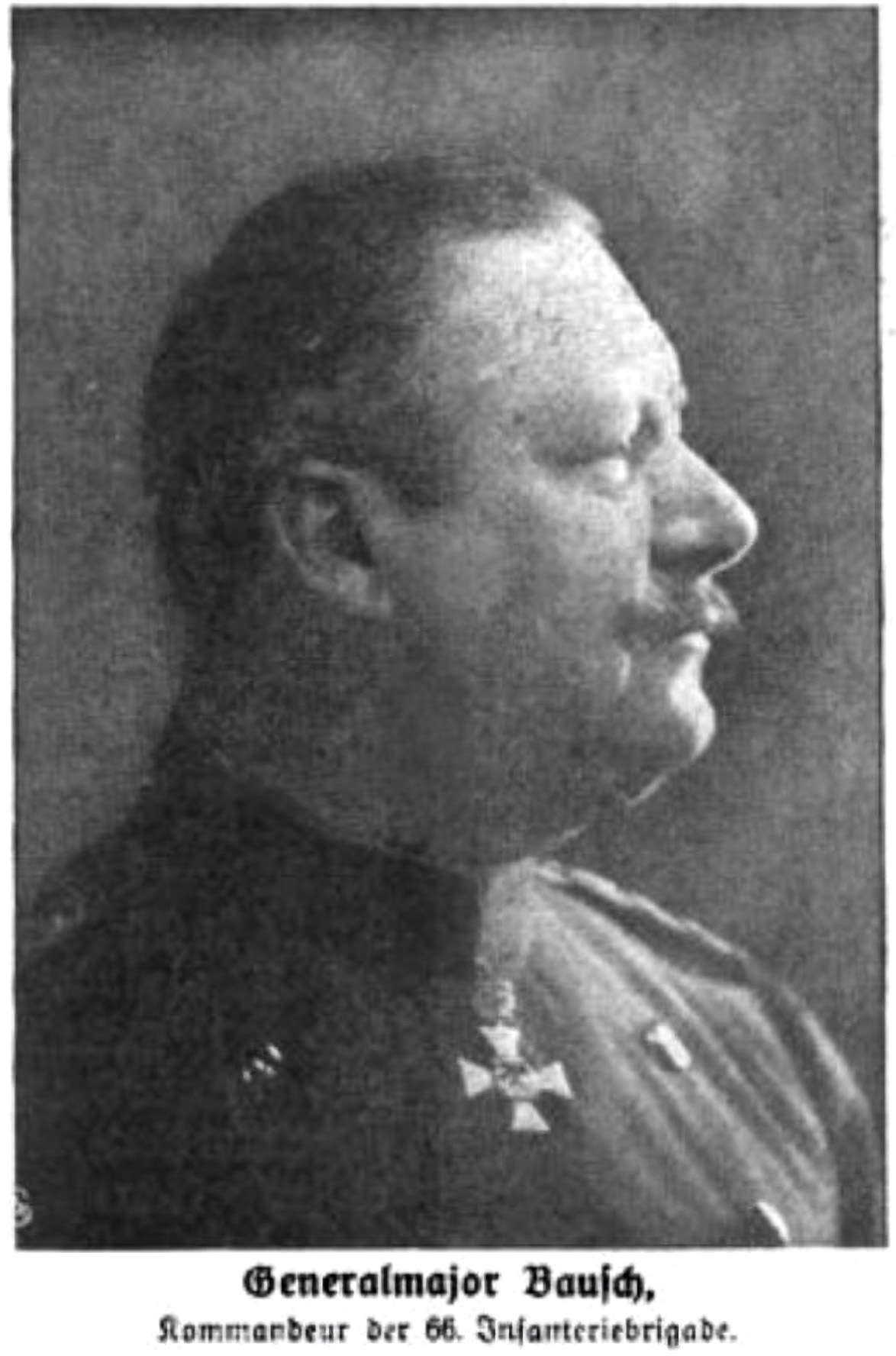
Viktor Bausch

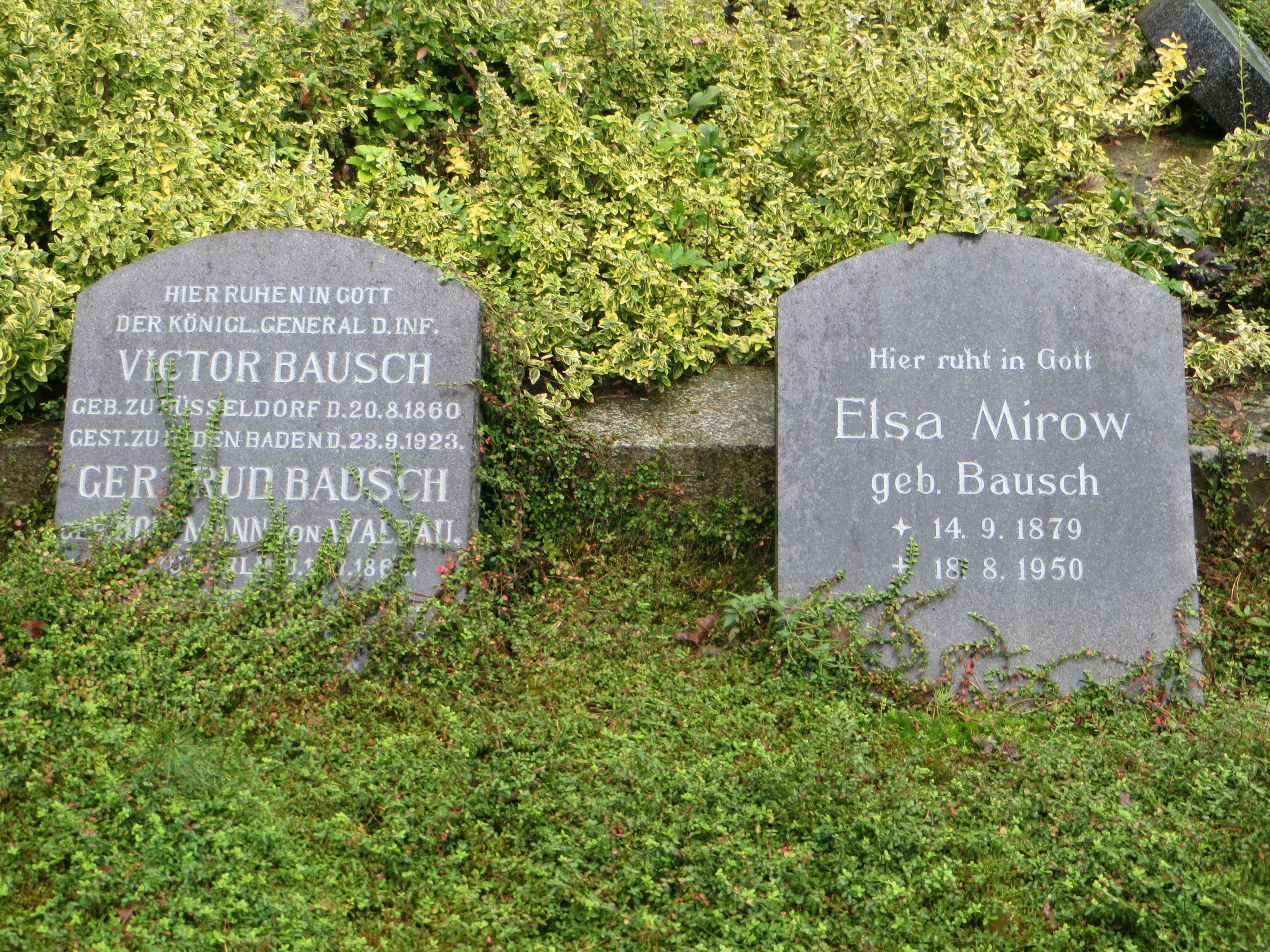
Grabstein auf dem Friedhof Neu Kaliß

Karl Wilhelm Viktor Bausch (* 20. August 1860 in Düsseldorf; † 23. Oktober 1923 in Baden-Baden) war ein deutscher General der Infanterie.

## Leben
Bausch war vor Kriegsbeginn Kommandeur der in Metz stationierten 66. Infanterie-Brigade, was er vom 22. April 1912 bis 31. Juli 1914 innehatte.
Mit der Mobilisierung übernahm er als Generalleutnant am 2. August 1914 die Führung der 33. Reserve-Division. Während der Schlacht bei Longwy (22. August) griff seine Division aus der Festung Metz heraus in die dortigen Kämpfe ein und beteiligte sich danach beim ersten Angriff auf die Festung Verdun.
Nach Beginn des Stellungskrieges lag Bausch im Jahr 1915 mit seiner Division im Abschnitt des V. Armee-Korps bei der Armeeabteilung Strantz auf der Combres-Höhenstellung. Die 33. Reserve-Division beteiligte sich im Sommer 1916 an dem Angriff auf Verdun und war dem XVIII. Reserve-Korps unterstellt. Am 24. Oktober 1916 mussten seine Truppen die Souville Schlucht und das Dorf Vaux vor der französischen Gegenoffensive aufgeben.
Viktor Bausch wurde im Familiengrab auf dem Friedhof in Neu Kaliß beigesetzt, wo sein Grab bis heute erhalten ist.